# Schwemmpfuhl (Naturschutzgebiet)
Das Naturschutzgebiet Schwemmpfuhl liegt auf dem Gebiet der Gemeinde Gerswalde im Landkreis Uckermark in Brandenburg.
Das Gebiet mit der Kenn-Nummer 1624 wurde mit Verordnung vom 30. April 2013 unter Naturschutz gestellt. Das rund 126 ha große Naturschutzgebiet erstreckt sich nördlich des Kernortes Gerswalde. Westlich und südlich verläuft die Landesstraße L 24. 